# Вулиця Кокорудза
Ву́лиця Кокорудза — вулиця у Франківському районі міста Львова, в місцевості Новий Світ. Сполучає вулиці Грюнвальдську та Мельника.

## Історія
1913 року вулицю названо на честь польської акторки Гелени Моджеєвської, від 1943 році — Адміраль Шпееґассе, на честь графа, віцеадмірала німецьких Імператорських військово-морських сил Максиміліана фон Шпее. У липні 1944 року на нетривалий час повернена передвоєнна назва — вулиця Моджеєвської і вже у 1945 році отримала назву вулиця Осипенко, на честь радянської льотчиці українського походження Поліни Осіпенко. У 1992 році вулицю названо на пошану українського галицького педагога, філолога Іллі Кокорудза.

## Забудова
Вулиця забудована будинками у стилі віденської сецесії, конструктивізму, а також присутня п'ятиповерхова житлова забудова 1960-х років. Декілька будинків внесено до реєстру пам'яток архітектури місцевого значення.

### Будинки
№ 9 (колишня адреса — вул. Монджеєвської, 12) — триповерховий будинок, збудований у 1934 році за проєктом Яна Чачковського, інженера, радника будівництва з Дрогобича у стилі конструктивізму для потреб, заснованої Іванною та Іллею Кокорудзами, Української жіночої гімназії «Рідна школа» Українського Педагогічного Товариства. Від повоєнних часів до 1950-х років — середня школа № 5 міського відділу народної освіти, де до часів незалежності навчання велося російською мовою. 1990 року школа одержала статус середньої спеціалізованої загальноосвітньої I—III ступенів імені Іванни та Іллі Кокорудзів з поглибленим вивченням англійської мови. 1992 року школа перейшла на українську мову викладання. У 2018 року середня школа № 5 реорганізована у Ліцей № 5 ім. Іванни та Іллі Кокорудзів Львівської міської ради. Будинок внесений до реєстру пам'яток архітектури місцевого значення під охоронним № 1644-м. 
№ 14 — триповерхова кам'яниця. Будинок внесений до реєстру пам'яток архітектури місцевого значення під охоронним № 2171-м.
№ 16 — триповерхова кам'яниця. У міжвоєнний період в будинку діяв винайм цистерн спілки «Ispan».